# Klass A 1964/65
Die Saison 1964/65 war die 19. Spielzeit der Klass A als höchste sowjetische Eishockeyspielklasse. Den sowjetischen Meistertitel sicherte sich zum insgesamt zwölften Mal ZSKA Moskau, während Metallurg Nowokusnezk und Traktor Tscheljabinsk in die zweite Liga abstiegen.

## Modus
Die zehn Mannschaften der Klass A spielten viermal gegen jeden Gegner, wodurch die Gesamtzahl der Spiele pro Mannschaft 36 betrug. Die punktbeste Mannschaft wurde Meister, während die beiden letztplatzierten in die zweite Liga abstiegen. Für einen Sieg erhielt jede Mannschaft zwei Punkte, bei einem Unentschieden gab es einen Punkt und bei einer Niederlage null Punkte.

## Hauptrunde
|     | Klub                  | Sp | S  | U | N  | T   | GT  | Punkte |
| --- | --------------------- | -- | -- | - | -- | --- | --- | ------ |
| 1.  | ZSKA Moskau           | 36 | 33 | 2 | 1  | 218 | 59  | 68     |
| 2.  | Spartak Moskau        | 36 | 24 | 5 | 7  | 151 | 95  | 53     |
| 3.  | Chimik Woskressensk   | 36 | 18 | 8 | 10 | 110 | 85  | 44     |
| 4.  | Dynamo Moskau         | 36 | 18 | 7 | 11 | 128 | 109 | 43     |
| 5.  | SKA Leningrad         | 36 | 14 | 5 | 17 | 95  | 117 | 33     |
| 6.  | Krylja Sowetow Moskau | 36 | 14 | 4 | 18 | 107 | 119 | 32     |
| 7.  | Lokomotive Moskau     | 36 | 12 | 5 | 19 | 109 | 124 | 29     |
| 8.  | Torpedo Gorki         | 36 | 10 | 5 | 21 | 92  | 128 | 25     |
| 9.  | Metallurg Nowokusnezk | 36 | 8  | 7 | 21 | 102 | 168 | 23     |
| 10. | Traktor Tscheljabinsk | 36 | 2  | 6 | 28 | 75  | 183 | 10     |

Sp = Spiele, S = Siege, U = unentschieden, N = Niederlagen, OTS = Overtime-Siege, OTN = Overtime-Niederlage, SOS = Penalty-Siege, SON = Penalty-Niederlage

## Beste Torschützen
| Spieler                  | Team              | Tore |
| ------------------------ | ----------------- | ---- |
| Wiktor Zyplakow          | Lokomotive Moskau | 28   |
| Alexander Almetow        | ZSKA Moskau       | 26   |
| Weniamin Alexandrow      | ZSKA Moskau       | 25   |
| Boris Majorow            | Spartak Moskau    | 25   |
| Wjatscheslaw Starschinow | Spartak Moskau    | 25   |
| Konstantin Loktew        | ZSKA Moskau       | 23   |
| Juri Paramoschkin        | Dynamo Moskau     | 22   |
| Anatoli Firsow           | ZSKA Moskau       | 21   |
| Jewgeni Mischakow        | ZSKA Moskau       | 21   |
| Juri Wolkow              | Dynamo Moskau     | 21   |

## Sowjetischer Meister
| Meister ZSKA Moskau | Torhüter: Anatoli Ragulin, Wiktor Tolmatschow Verteidiger: Wladimir Breschnew, Anatoli Drosdow, Eduard Iwanow, Wiktor Kuskin, Alexander Ragulin, Igor Romischewski, Oleg Saizew Angreifer: Weniamin Alexandrow, Alexander Almetow, Anatoli Firsow, Anatoli Ionow, Konstantin Loktew, Jewgeni Mischakow, Juri Moissejew, Walentin Senjuschkin, Leonid Wolkow Cheftrainer: Anatoli Tarassow |